# Sturgeon Lake
Sturgeon Lake è un comune degli Stati Uniti d'America, situato nello Stato del Minnesota, nella Contea di Pine.